# Thomas Griffiths (homme politique)
Thomas Griffiths (1867-1955) est un responsable syndical gallois et homme politique du parti travailliste, il est député de Pontypool de 1918 à 1935. 

## Biographie
Griffiths est né en 1867 à Neath, au Pays de Galles et fait ses études à la Melyn Voluntary School. En 1899, à l'âge de 32 ans, Griffiths devient étudiant au tout nouveau Ruskin College d'Oxford, en Angleterre. Dans sa ville natale, il travaille dans l'industrie sidérurgique locale et siège également au conseil municipal de Neath. 
Il est nommé officier divisionnaire de la Confédération des métiers du fer et de l'acier et, lors des élections générales de 1918, il devient député de Neath.  Entre 1919 et 1925, il est whip du parti travailliste et en 1924, il devient brièvement trésorier de la maison du roi. 
Il épouse Mary Elizabeth Morgan en 1891 et ils ont un fils et une fille. Il meurt à l'âge de 87 ans à Oxford, en Angleterre, le 4 février 1955. 